# Cadwallader Colden Washburn
Pour les articles homonymes, voir Washburn.
Cadwallader Colden Washburn (né le 22 avril 1818 à Livermore, État du Maine, et décédé le 15 mai 1882 à Eureka Springs (État de l'Arkansas), est un major général de l'Union et homme politique américain. Il est enterré à La Crosse, État de Wisconsin.

## Biographie
Cadwallader Colden Washburn est enseignant à Wiscasset dans le Maine de 1838 à 1839. Il s'installe à Davenport dans l'Iowa est réalise une étude géologique pour l'État. Il part ensuite à Rock Island en Illinois. Il étudie le droit et est géomètre-expert pour le comté de Rock Island en 1840. Il s'installe à Mineral Point dans le Wisconsin en 1842. Il est admis au barreau et devient avocat. Il fonde la banque de Mineral Point en 1852. Il est élu au Congrès pendant 3 mandatures avant la guerre de Sécession : la 34e de 1855 à 1857, la 35e de 1857 à 1859, la 36e de 1859 à 1861. Lors de son premier mandat, il est élu du parti whig puis pour les mandants suivant en tant que représentant du Parti républicain. Il s'installe ensuite à La Crosse. Il est délégué du Wisconsin lors de la convention pour la paix qui se tient à Washington DC en 1861.

### Guerre de Sécession
Cadwallader Colden Washburn est nommé colonel du 2d Wisconsin Cavalry le 6 février 1862. Il organise ce régiment de cavalerie au camp Washburn à Milwaukee. En deux semaines, il fait partir son régiment vers Benton Barracks à Saint-Louis équipé pour partir sur le champ de bataille.
Il est nommé brigadier général des volontaires le 16 juillet 1862. Il est nommé major général le 28 novembre 1862.

### Après la guerre
Cadwallader Colden Washburn quitte le service actif des volontaires le 25 mai 1865. Il possède et exploite une grande minoterie à Minneapolis dans le Minnesota. Il acquiert les droits sur la puissance hydraulique des chutes de St. Anthony à Minneapolis. Il organise alors la Minneapolis Mill Company qui deviendra la General Mills. Il résout le problème lié aux températures extrêmes des hivers ce qui améliore la rentabilité de la minoterie et il connaitra l'explosion du site lors de la catastrophe du Grand Moulin. Il reprend ses activités politiques à La Crosse. Il est élu à deux mandatures au Congrès : 40e de 1867 à 1869 et 41e de 1869 à 1871. Ses positions controversées contre l'industrie lui font perdre les élections pour sa réélection en 1873.
En 1872, il est élu gouverneur du Wisconsin. Il se lance dans une manufacture de bois d'œuvre. Il meurt à Eureka Springs le 15 mai 1882 alors qu'il fait une cure thermale.